# Emily Coonan
Emily Geraldine Coonan (* 25. März 1885 in Montreal, Québec; † 23. Juni 1971 ebenda) war eine kanadische Malerin des Impressionismus und Post-Impressionismus. Sie war Mitglied der Beaver Hall Group und bekannt für ihre Figurenmalerei.

## Leben
Emily Coonan wurde in Pointe-Saint-Charles in Montreal geboren. Sie begann ihre künstlerische Ausbildung im Alter von 13 Jahren am Conseil des arts et manufactures in Montreal und setzte ihre Studien ab 1905 an der Art Association of Montreal unter William Brymner fort. Brymner, ein wichtiger Förderer der Beaver Hall Group, unterstützte Emily Coonans Auseinandersetzung mit dem Impressionismus und Post-Impressionismus sowie die Entwicklung ihres modernen Stils.
Ab 1907 stellte Emily Coonan regelmäßig in der Art Association of Montreal aus. Im selben Jahr gewann ihr Gemälde Eva and Daisy den ersten Preis der jährlichen Studentenausstellung. 1913 erhielt sie als erste Künstlerin ein Reisestipendium der National Gallery of Canada, konnte die Reise aber wegen des Ersten Weltkriegs erst 1920 antreten. Während ihres Aufenthalts in Europa ließ sie sich von der europäischen Moderne inspirieren und begann, Landschaften zu malen.
Nach ihrer Rückkehr nach Kanada 1921 schloss sich Emily Coonan der Beaver Hall Group an, einer Gruppe von Künstlern, die sich der Moderne verschrieben hatten. Sie war eine der wenigen Mitglieder mit katholischem Hintergrund aus der Arbeiterklasse. Ihr Gemälde Girl in Dotted Dress wurde 1923 auf der British Empire Exhibition in England ausgestellt und brachte ihr internationale Anerkennung ein. Nach dem Tod ihres Mentors William Brymner reduzierte Emily Coonan ihre Ausstellungstätigkeit und zog sich 1933 ganz aus dem öffentlichen Kunstbetrieb zurück.
Obwohl sie auch nach 1933 weiter malte, präsentierte Emily Coonan ihre Werke nur noch im privaten Kreis. Sie blieb unverheiratet und lebte bis 1966 in ihrem Elternhaus. Sie starb 1971 in Montreal im Alter von 86 Jahren.

## Werk
Emily Coonan bewunderte die Arbeit von James Wilson Morrice, von dessen Stil sie sich stark beeinflussen ließ. Ihr Werk zeichnet sich durch einen konsequenten und innovativen Ansatz aus, der impressionistische und moderne Elemente verbindet. Ihre Werke sind in den Sammlungen des Musée national des beaux-arts du Québec und der National Gallery of Canada vertreten.